# Újpetrei-árok
Az Újpetrei-árok Újpetretól nyugatra ered, Baranya vármegyében. A patak forrásától kezdve délkeleti irányban halad, majd beletorkollik a Villányi-Pogányi-vízfolyásba.
Az Újpetrei-árok vízgazdálkodási szempontból az Alsó-Duna jobb part Vízgyűjtő-tervezési alegység működési területéhez tartozik.

## Part menti települések
- Újpetre